# Kondichettipatti
Kondichettipatti es una ciudad censal situada en el distrito de Namakkal en el estado de Tamil Nadu (India). Su población es de 10300 habitantes (2011). Se encuentra a 5 km de Namakkal y a 58 km de Salem.

## Demografía
Según el censo de 2011 la población de Kondichettipatti era de 10300 habitantes, de los cuales 5185 eran hombres y 5115 eran mujeres. Kondichettipatti tiene una tasa media de alfabetización del 89,14%, superior a la media estatal del 80,09%: la alfabetización masculina es del 93,46%, y la alfabetización femenina del 84,82%.